# Cürassier-Regiment Des Fours

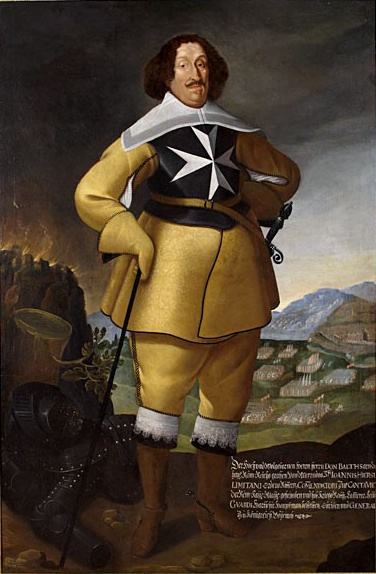
Der erste Regimentsinhaber, Obrist Don Balthasar Maradas in einer typischen Kürassieruniform

Das Cürassier-Regiment Des Fours war ein Kavallerieverband der kaiserlichen Armee des Heiligen Römischen Reiches im 17. Jahrhundert. Erster Regimentsinhaber und Kommandant war der damalige Obrist und spätere Feldmarschall Don Balthasar Maradas.

## Formationsgeschichte
- Laut Bestallung wurde das Regiment am 23. Mai 1616 mit spanischem Geld in der Stärke von 500 Pferden aufgestellt.
- 1618: Mit einer weiteren Bestallung vom 7. Juli wurde die Einheit um weitere 500 Arquebusier-Pferde vermehrt.
- 1621: In diesem Jahr musste vier neuangeworbene Kompanien zur Errichtung des „Cürassier-Regiments Avandago“ abgegeben werden.
- 1626: Die bis dahin selbstständige Kompanien der Rittmeister Conti und Caraffa wurde in das Regiment eingegliedert.
- 1628: Die bis dahin selbstständige Kompanie des Rittmeisters Magno wurde in das Regiment eingegliedert
- 1640: Die angeordnete Eingliederung des Regiments in das Cürassier-Regiment Louis Gonzaga wurde nicht ausgeführt.
- 1642: Das Regiment wurde auf die Cürassier-Regimenter Bruay und Alt-Piccolomini aufgeteilt

## Regimentsinhaber
- 1616: Obrist Don Balthasar Maradas
- 1638: Obrist Eduard Prinz Braganza
- 1641: Obrist Wilhelm Freiherr von Guin, Herr auf Dielidt und Stauffenegg
- 1642: Obrist Johann von Des Fours

## Regiments-Kommandanten
- 1616: der Inhaber Obrist Don Balthasar Maradas
- 1618: Obristlieutenant Don Philippo Areyzaga d'Avandagno
- 1621: Obristlieutenant/Obrist Antonio Lopez de Gradin
- 1623: Obristlieutenant Martin de Hoef-Huerta
- 1628: Obristlieutenant Don Juan Areyzaga d'Avandagno
- 1632: Obristlieutenant Don Juan de Salazar
- 1636: Obristlieutenant Berthold Arrani
- 1638: der Inhaber, Obrist Braganza
- 1640: Obrist Don Peter de la Cueba
- 1641: Obristlieutenant Donner
- 1641: Obristlieutenant/Obrist Johann von Des Fours

## Gefechtskalender
- Friauler Krieg
Das Regiment wurde im Krieg gegen Venedig mehrfach ausgezeichnet.
- Dreißigjähriger Krieg

1618: Gefecht bei Lomnitz
1619: Gefechte bei Sablat, Tasnitz, bei der Einnahme von Bechin. Kämpfe bei Ulrichskirchen und an der Brücke von Wien.
1620: Teilnahme an der Schlacht am Weißen Berg
1621: Belagerung von Neuhäusel
1622–1627: Kämpfe in Mähren und in Schlesien
1628: Verlegung nach Pommern
1631: Erstürmung von Magdeburg
1632–1635: Sicherungsaufgaben in Böhmen und Mähren ohne größere Kampfhandlungen
1636: Teilnahme an der Schlacht bei Wittstock mit anschließenden Sicherungsaufgaben in Norddeutschland.
1638: Der Armee von General Gallas zugeteilt.
1639: Gefecht bei Mělník. Hier hat das Regiment versagt
1640: Der Hauptarmee zugeteilt.
1641: Gefechte bei Wolfenbüttel und bei Woldenberg
1642: Gefecht bei Ulm, Schlacht bei Breitenfeld.
Nachdem das Regiment in der Schlacht bei Breitenfeld wiederum versagt hatte, wurde es kassiert (dienstenthoben), der Kommandant, Obrist von des Fours, vor ein Kriegsgericht gestellt und am 10. Juni 1643 in Prag hingerichtet.

## Gefallene höhere Offiziere
Im Jahre 1619 fiel der Obristwachtmeister Aeneas Graf Piccolomini im Gefecht bei Moldauthein.